# Lisse-en-Champagne
Lisse-en-Champagne település Franciaországban, Marne megyében. Lakosainak száma 107 fő (2022. január 1.). Lisse-en-Champagne Bassu, Bassuet, Saint-Amand-sur-Fion, Saint-Lumier-en-Champagne és Vanault-le-Châtel községekkel határos.

## Népesség
A település népességének változása:
| Lakosok száma | 121  | 122  | 118  | 116  | 125  | 123  | 122  | 113  | 108  | 107  |
|               | 1968 | 1982 | 1990 | 2006 | 2013 | 2015 | 2017 | 2019 | 2020 | 2022 |